# Philomèle fille d'Actor
Pour les articles homonymes, voir Philomèle.
Dans la mythologie grecque, Philomèle (en grec ancien Φιλομήλα) est la fille d’Actor fils de Myrmidon, roi de Phthie. Selon  l’historien Déimaque de Platées, Philomèle est la mère de Chiron. Elle apparait dans certaines versions comme l’épouse de Pélée et la mère d’Achille. Ce mariage fait de Pélée l’héritier du trône de Phthie, Actor n’ayant pas dans cette version laissé de fils. Un mythographe hellénistique, Staphilos, essaya d'expliquer la fable rationnellement : il explique comment Chiron arrangea le mariage entre Pélée et Philomèle ; mais pour rendre Pélée célèbre, il répandit le bruit qu’il devait épouser Thétis offerte par Zeus ; sa grande science lui permit de prédire le temps, et il fit en sorte de célébrer les noces un jour de tempête pour donner du crédit à la rumeur.